# Branč (hrádek)
Branč je zaniklý hrad, který se nacházel v katastrálním území obce Branč na Slovensku. V listinách se připomíná v roce 1241 jako věžový zemní hrádek. Byl opevněn příkopy z 12. - 15. století. Pozůstatky hradu jsou dodnes zjevné uprostřed polí severozápadně od obce v poloze Árkuš jako mírná terénní vlna.